# Sphaerium rhomboideum
Sphaerium rhomboideum är en musselart som först beskrevs av Thomas Say 1822.  Sphaerium rhomboideum ingår i släktet Sphaerium och familjen ärtmusslor. Inga underarter finns listade i Catalogue of Life.